# Primarias del Partido Republicano de 2008 en Kentucky
Las Primarias republicanas de Kentucky, 2008 fueron el 20 de mayo de 2008.

## Resultados
| Candidato              | Votos   | Porcentaje | Delegados |
| ---------------------- | ------- | ---------- | --------- |
| John McCain            | 142,918 | 72.26%     | 42        |
| Mike Huckabee*         | 16,388  | 8.29%      | 0         |
| Ron Paul               | 13,427  | 6.79%      | 0         |
| Mitt Romney*           | 9,206   | 4.65%      | 0         |
| Rudy Giuliani*         | 3,055   | 1.54%      | 0         |
| Alan Keyes*            | 2,044   | 1.03%      | 0         |
| Sin candidato favorito | 10,755  | 5.44%      | 0         |
| Total                  | 197,793 | 100%       | 42        |